# Earl Klugh

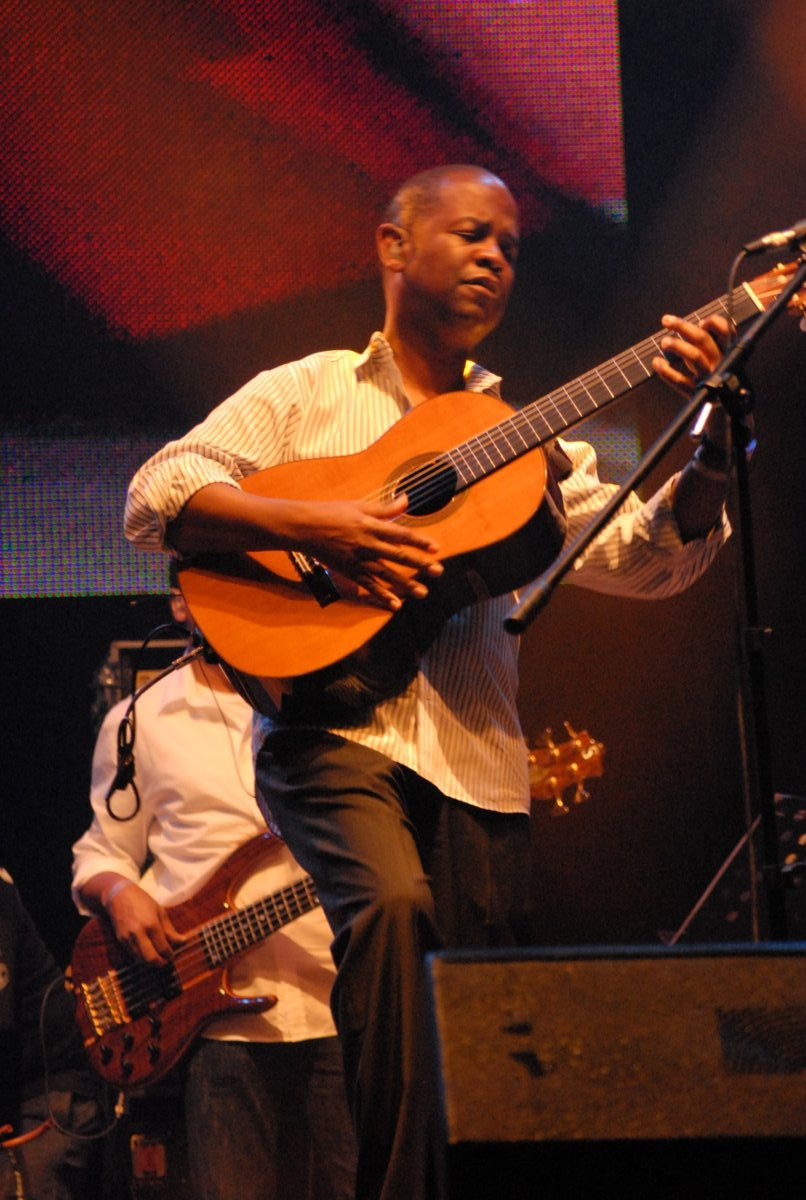
Earl Klugh, Festival de Jazz Riviera Maya 2008

Earl Klugh (ausgesprochen „Kluh“), (* 16. September 1954 in Detroit, Michigan) ist ein US-amerikanischer Jazz-Pop-Crossover-Gitarrist (Smooth Jazz).

## Biografie
Klugh wuchs in Detroit auf und fand zum Gitarrenspiel, als er mit 13 Jahren im Fernsehen Chet Atkins in der Perry-Como-Show sah, ein in seinen eigenen Worten prägender musikalischer Eindruck. Er spielte mit fünfzehn Jahren mit Jazzmusikern wie Yusef Lateef, der ihn in Baker’s Keyboard Lounge in Detroit zu einer Jam-Session einlud und ihn bei seinem Album Suite 16 von 1968 mitwirken ließ; außerdem spielte er damals mit George Shearing.
Klugh spielte ab 1973 in der Band von George Benson und gehörte 1974 für zwei Monate zu Chick Coreas Gruppe Return to forever, was ihn nach eigenen Worten ebenfalls prägte. Seine seit Mitte der 1970er-Jahre entstandenen Alben im leichten Fusion-Genre erzielten Millionenauflagen; so wurde Klugh insgesamt siebenmal für den Grammy nominiert. Sein Debütalbum Earl Klugh erschien 1976, als er einen Vertrag bei Blue Note Records hatte. Mehrere Solo-Alben folgten. Auch als Blue Note Records 1979 von Capitol Records übernommen wurde, blieb er bei diesem Label (zum Beispiel mit Dream Come True, 1980 und mit Crazy for You, 1981), wechselte aber 1984 zu Warner Brothers, wo im selben Jahr sein erfolgreiches Album Soda Fountain Shuffle erschien. Für One on One (Tappan Zee Records, 1979) mit dem Keyboarder Bob James erhielt er 1981 einen Grammy („Best Pop Instrumental Performance“). Mit James folgten noch 1982 Two of a Kind und 1991 das Album Cool. Er nahm auch mit George Benson Collaboration (1987) auf, in den 1970er-Jahren wirkte er bei Bensons Alben Body Talk und White Rabbit (1971) mit und nahm mit Chet Atkins auf (auf Klughs Album Magic in Your Eyes, 1978). Klugh arbeitete auch als Komponist für Filmmusik, wie mit Hubert Laws 1980 für den Film How to Beat the High Cost of Living. 1977 wirkte er an McCoy Tyners Album Inner Voices, 1987 am Soundtrack-Album Siesta von Marcus Miller und Miles Davis mit.
Ab Anfang der 1990er-Jahre spielte er mit eigenem Trio (Ralphe Armstrong am Bass, Gene Dunlap als Schlagzeuger). In den 2000er-Jahren tourte er weltweit, unter anderem 2005 auf einer vom US-Außenministerium gesponserten Tournee für die Tsunami-Opfer in Südasien und für HIV-Opfer, zusammen mit George Duke, Stanley Clarke, Ravi Coltrane und Al Jarreau. Nach längerer Pause folgte 2005 sein Solo-Album Naked Guitar (Koch).
In seinem Spiel mischen sich unterschiedlichste Einflüsse vom Motown-Sound seines heimischen Detroit (etwa The Funk Brothers) über The Beatles und Burt Bacharach bis hin zu brasilianischer Musik (etwa Sérgio Mendes) zu einem eigenen eingängigen Stil. Earl Klugh spielt akustische Gitarre. Er selbst sieht sich eher nicht als Jazzmusiker: „There is an element of Jazz in my music, but basically it’s Pop.“

## Diskografie
- Earl Klugh (EMI America/Blue Note, 1976)
- Living Inside Your Love (EMI/Manhattan, 1976)
- Finger Paintings (EMI/Manhattan, 1977)
- Magic in Your Eyes (EMI Records, 1978)
- One on One (Tappan Zee Records, 1979) (mit Bob James, US: Gold)[3]
- Heart String (Capitol Records, 1979/2000)
- Dream Come True (EMI/Manhattan, 1980/1993)
- Late Night Guitar (Capitol Records, 1980)
- Late Night Guitar, Volume 2 (1980)
- Crazy for You (EMI/Manhattan, 1981)
- How to Beat the High Cost of Living (Soundtrack, 1982)
- Two of a kind (Blue Note, 1982) (mit Bob James)
- Low Ride (Capitol Records, 1983)
- Wishful Thinking (Capitol Records, 1984)
- Marvin And Tieg (Soundtrack, 1984)
- Night Songs (Capitol Records, 1985)
- Soda Fountain Shuffle (Warner Bros. Records, 1985)
- Just Between Friends (Soundtrack, EMI America, 1985)
- Collaboration (Warner, 1987) (mit George Benson, US: Gold)
- Life Stories (Warner Bros. Records, 1987)
- Whispers and Promises (Warner Bros. Records, 1989)
- Solo Guitar (Warner Bros. Records, 1989)
- The Earl Klugh Trio Volume 1 (Warner Bros. Records, 1991)
- Midnight in San Juan (Warner Bros. Records, 1991)
- The Best of Earl Klugh (Capitol Records, 1991)
- The Best of Earl Klugh, Volume 2 (Capitol Records)
- Cool (Warner Bros., 1992) (mit Bob James)
- Trio Volume 2 (Warner Bros. Records, 1993)
- Ballads (Capitol Records, 1993)
- Move (Warner Bros. Records, 1994)
- Sudden Burst of Energy (Warner Bros. Records, 1996)
- The Journey (Warner Bros. Records, 1997)
- The Best of Earl Klugh (Warner Bros. Records, 1998)
- Peculiar Situation (Windham Hill Records, 1999)
- The Essential Earl Klugh (Capitol Records, 2003)
- Naked Guitar (Koch Entertainment, 2005)
- Music for Lovers (Best of) (Capitol Records, 2006)
- The Spice of Life (Koch Entertainment, 2008)
- HandPicked (Heads Up, 2013)